# Sonja Greinacher
Sonja "Sunny" Greinacher, född 1 juli 1992 i Essen, är en tysk basketspelare.
Sonja Greinacher deltog vid olympiska sommarspelen 2024 och var en del av det tyska lag som tog guld i 3x3-basket.